# Marie Paul de Scépeaux de Bois-Guignot
Marie-Paul-Alexandre-César, vizconde de Scépeaux de Bois-Guignot, (Angers, 19 de septiembre de 1768 - Angers, 28 de octubre de 1821), más conocido como Marie Paul de Scépeaux de Bois-Guignot fue un noble y militar francés, líder chuanes durante la Revolución francesa y general del Ejército Católico y Real de Maine, Anjou y Alta Bretaña (uno de los ejércitos católicos contrarrevolucionarios de la guerra de la Vendée), en 1795.

## Biografía

Escudo de armas de Scépeaux: Vero de plata y gules.

Hijo de Mathieu de Scépeaux, castellano de Bois-Guignot y de Marie-Louise Greffier, perteneció a la última rama superviviente de la familia Scépeaux, extinta en 1855.
Oficial de caballería, es uno de los líderes de la Chuanería en Maine. Pertenecía a la rama Cherbonnerie, en Ballots.
Es cuñado de Charles Melchior Artus de Bonchamps .
Participó en el giro de la Galerna al frente de una compañía angevina bajo las órdenes de d'Autichamp. Investido de un importante mando en el ejército de Vendée, después de la derrota de Le Mans, donde fue herido, organizó la Chuanería en la orilla derecha del Loira (1794-1796) y en el verano de 1794 comandó a los chuanes de la mitad norte de Anjou. Participó en la negociación del Tratado de Mabilais del 19 de abril de 1795.
Su autoridad nominal se extendía sobre la mayor parte del departamento de Mayenne, pero su acción apenas se extendía más allá de los límites de Anjou. Sin embargo, estuvo en contacto con los jefes del Bajo Maine. Sus adjuntos fueron el conde de Châtillon (segundo al mando desde 1795), el conde Louis de Bourmont (general de división), el caballero Louis d'Andigné (ayudante general desde 1795), el caballero Prosper Turpin de Crissé (inspector general) y Pierre-Michel Gourlet (comandante general de la caballería). Su cuartel estaba inicialmente en la Abadía de Pontron, cerca de Candé.
Tuvo bajo su autoridad directa las siguientes unidades:
- 2 divisiones del Mayenne angevino, la de Michel-Louis Lecomte en Craon y la de Joseph-Juste Coquereau en Château-Gontier,
- 3 divisiones del Bajo Maine, las de Jambe d'Argent cerca de Nuillé-sur-Vicoin, de Michel Jacquet dit Taillefer (luego Claude-Augustin Tercier) cerca de Vaiges y de Guillaume Le Métayer dit Rochambeau cerca de Villaines-la-Juhel,
- Otras cinco divisiones ubicadas en Maine y Loira.

Estableció su cuartel en el castillo de Bourmont, en Freigné, a principios de 1795. Luego negoció la paz a través de sus líderes subordinados con el representante Delaunay el 29 floreal del Año III del calendario republicano francés (18 de mayo de 1795 en el calendario gregoriano) en el distrito de Châteauneuf-sur-Sarthe.
El 19 de julio de 1795, se dirige a París con Auguste de Béjarry con el pretexto de la pacificación. A finales de 1795 y principios de 1796 también estuvo al mando, en particular, del jefe de división Taillefer y luego de de Tercier. Fue nombrado general en jefe del ejército de Anjou a principios de 1796. El 14 de mayo de 1796, en Angers, firmó su sometimiento a Hoche.
Fue en el castillo de Martigné, en Saint-Denis-d'Anjou, donde sus oficiales de división (Bourmont, Tercier, Gaullier y los demás oficiales principales de su división) depusieron las armas el 16 de mayo de 1796. Es ajeno al golpe de Estado del 18 de brumario.
Sirvió en el ejército bajo el Imperio. En concreto, sirvió en la División Musnier del mariscal Bon-Adrien Jeannot de Moncey, bajo el mando directo de René Joseph Dupeyroux participando en enfrentamientos en la Guerra Peninsular como la primera batalla de Valencia. Se convirtió en mariscal de campo bajo la Restauración.
Fue caballero de la Orden de San Luis y oficial de la Legión de Honor.
Masón iniciado, Scépeaux participó bajo el Imperio en la creación de un Taller: el albergue «San Napoleón», al Oriente de Angers.
Murió en Angers el 28 de octubre de 1821.